# Lekkoatletyka na Igrzyskach Imperium Brytyjskiego 1930 – bieg na 440 jardów mężczyzn
Bieg na dystansie 440 jardów mężczyzn był jedną z konkurencji lekkoatletycznych rozgrywanych podczas I Igrzyskach Imperium Brytyjskiego w 1930 roku w kanadyjskim mieście Hamilton. Zwycięzcą tej konkurencji został reprezentant Kanady Alex Wilson. W rywalizacji wzięło udział dwudziestu dwóch zawodników z ośmiu reprezentacji.

## Finał
| Place | Athlete          | Time  |
| ----- | ---------------- | ----- |
| 1     | Alex Wilson      | 48,8  |
| 2     | William Walters  | 48,9  |
| 3     | George Golding   | b. d. |
| 4     | Kenneth Branwig  | b. d. |
| 5     | James Ball       | b. d. |
| 6     | Herbert Bascombe | b. d. |

## Zawodnicy którzy odpadli w fazie eliminacyjnej
- Ian Borland – trzeci w pierwszym biegu eliminacyjnym
- John Hanlon – czwarty w pierwszym biegu eliminacyjnym
- George Bird – piąty w pierwszym biegu eliminacyjnym
- Stan Glover – trzeci drugim biegu eliminacyjnym
- John Hickey – czwarty w drugim biegu eliminacyjnym
- Phil Edwards – trzeci w trzecim biegu eliminacyjnym
- Walter Conolly – czwarty w trzecim biegu eliminacyjnym
- Roger Leigh-Wood – nie pojawił się na starcie
- Willie Legg – nie pojawił się na starcie